# Stanley-Cup-Playoffs 1987
Die Playoffs um den Stanley Cup des Jahres 1987 begannen am 8. April 1987 und endeten am 31. Mai 1987 mit dem 4:3-Sieg der Edmonton Oilers gegen die Philadelphia Flyers. Die Oilers gewannen damit ihren dritten Titel in den letzten vier Jahren und stellten mit ihrem Kapitän Wayne Gretzky den Topscorer dieser post-season. Für die Flyers hingegen war es die vierte Finalniederlage in Folge; zuletzt unterlagen sie erst vor zwei Jahren ebenfalls den Edmonton Oilers (1:4). Allerdings hatten sie mit ihrem Torhüter Ron Hextall den mit der Conn Smythe Trophy ausgezeichneten Most Valuable Player in ihren Reihen. Dieser wurde somit zum erst vierten Spieler der NHL-Historie, dem diese Ehrung zuteilwurde, obwohl sein Team das Finale verlor; zuletzt gelang dies Reggie Leach in den Playoffs 1976, ebenfalls im Trikot Philadelphias. Außerdem war das Endspiel 1987 das erste seit 1971, das über die volle Distanz von sieben Spielen ging.
Darüber hinaus stellten die Philadelphia Flyers mit 26 absolvierten Partien einen bis heute (Stand: Playoffs 2025) gültigen Rekord auf, der allerdings bereits viermal egalisiert wurde (Calgary 2004, Los Angeles 2014, Tampa Bay 2015, St. Louis 2019). Dies gelang unter anderem dadurch, dass in diesem Jahr erstmals auch in der ersten Playoff-Runde im Best-of-Seven- statt wie zuvor im Best-of-Five-Modus gespielt wurde.

## Modus
Nachdem sich aus jeder Division die vier punktbesten Teams qualifiziert haben, starten die im K.-o.-System ausgetragenen Playoffs. Dabei trifft der jeweilige Erste auf den Vierten und der Zweite auf den Dritten einer jeden Division, sodass in den ersten zwei Runden die Divisionssieger ausgespielt werden. Diese treten in der Folge im Conference-Finale um den Einzug ins Stanley-Cup-Finale an.
Alle Serien jeder Runde werden im Best-of-Seven-Modus ausgespielt, das heißt, dass ein Team vier Siege zum Erreichen der nächsten Runde benötigt. Das höher gesetzte Team hat dabei in den ersten beiden Spielen Heimrecht, die nächsten beiden das gegnerische Team. Sollte bis dahin kein Sieger aus der Runde hervorgegangen sein, wechselt das Heimrecht von Spiel zu Spiel. So hat die höher gesetzte Mannschaft in den Spielen 1, 2, 5 und 7, also vier der maximal sieben Spiele, einen Heimvorteil. Der Sieger der Prince of Wales Conference wird mit der Prince of Wales Trophy ausgezeichnet und der Sieger der Campbell Conference mit der Clarence S. Campbell Bowl.
Bei Spielen, die nach der regulären Spielzeit von 60 Minuten unentschieden bleiben, folgt die Overtime. Sie endet durch das erste erzielte Tor (Sudden Death).

## Qualifizierte Teams
| Adams Division - (A1) Hartford Whalers - (A2) Canadiens de Montréal - (A3) Boston Bruins - (A4) Nordiques de Québec Patrick Division - (P1) Philadelphia Flyers - (P2) Washington Capitals - (P3) New York Islanders - (P4) New York Rangers | Norris Division - (N1) St. Louis Blues - (N2) Detroit Red Wings - (N3) Chicago Blackhawks - (N4) Toronto Maple Leafs Smythe Division - (S1) Edmonton Oilers - (S2) Calgary Flames - (S3) Winnipeg Jets - (S4) Los Angeles Kings |

## Playoff-Baum
|  | Division-Halbfinale | Division-Halbfinale   | Division-Halbfinale |                       |                       | Division-Finale | Division-Finale              | Division-Finale |  |  | Conference-Finale | Conference-Finale | Conference-Finale |  |  | Stanley-Cup-Finale | Stanley-Cup-Finale | Stanley-Cup-Finale |
|  |                     |                       |                     |                       |                       |                 |                              |                 |  |  |                   |                   |                   |  |  |                    |                    |                    |
|  | A1                  | Hartford Whalers      | 2                   |                       |                       |                 |                              |                 |  |  |                   |                   |                   |  |  |                    |                    |                    |
|  | A4                  | Nordiques de Québec   | 4                   |                       |                       |                 |                              |                 |  |  |                   |                   |                   |  |  |                    |                    |                    |
|  | A4                  | Nordiques de Québec   | 4                   | A4                    | Nordiques de Québec   | 3               |                              |                 |  |  |                   |                   |                   |  |  |                    |                    |                    |
|  |                     |                       |                     | A4                    | Nordiques de Québec   | 3               |                              |                 |  |  |                   |                   |                   |  |  |                    |                    |                    |
|  |                     |                       | A2                  | Canadiens de Montréal | 4                     |                 |                              |                 |  |  |                   |                   |                   |  |  |                    |                    |                    |
|  | A2                  | Canadiens de Montréal | A2                  | Canadiens de Montréal | 4                     | 4               |                              |                 |  |  |                   |                   |                   |  |  |                    |                    |                    |
|  | A2                  | Canadiens de Montréal |                     |                       |                       | 4               |                              |                 |  |  |                   |                   |                   |  |  |                    |                    |                    |
|  | A3                  | Boston Bruins         | 0                   |                       |                       |                 |                              |                 |  |  |                   |                   |                   |  |  |                    |                    |                    |
|  | A3                  | Boston Bruins         | 0                   | A2                    | Canadiens de Montréal | 2               |                              |                 |  |  |                   |                   |                   |  |  |                    |                    |                    |
|  |                     |                       |                     | A2                    | Canadiens de Montréal | 2               | Prince of Wales Conference   |                 |  |  |                   |                   |                   |  |  |                    |                    |                    |
|  |                     | P1                    | Philadelphia Flyers | 4                     |                       |                 |                              |                 |  |  |                   |                   |                   |  |  |                    |                    |                    |
|  | P1                  | P1                    | Philadelphia Flyers | 4                     | Philadelphia Flyers   | 4               |                              |                 |  |  |                   |                   |                   |  |  |                    |                    |                    |
|  | P1                  |                       |                     |                       | Philadelphia Flyers   | 4               |                              |                 |  |  |                   |                   |                   |  |  |                    |                    |                    |
|  | P4                  | New York Rangers      | 2                   |                       |                       |                 |                              |                 |  |  |                   |                   |                   |  |  |                    |                    |                    |
|  | P4                  | New York Rangers      | 2                   | P1                    | Philadelphia Flyers   | 4               |                              |                 |  |  |                   |                   |                   |  |  |                    |                    |                    |
|  |                     |                       |                     | P1                    | Philadelphia Flyers   | 4               |                              |                 |  |  |                   |                   |                   |  |  |                    |                    |                    |
|  |                     |                       | P3                  | New York Islanders    | 3                     |                 |                              |                 |  |  |                   |                   |                   |  |  |                    |                    |                    |
|  | P2                  | Washington Capitals   | P3                  | New York Islanders    | 3                     | 3               |                              |                 |  |  |                   |                   |                   |  |  |                    |                    |                    |
|  | P2                  | Washington Capitals   |                     |                       |                       |                 |                              |                 |  |  |                   |                   |                   |  |  |                    |                    |                    |
|  | P3                  | New York Islanders    | 4                   |                       |                       |                 |                              |                 |  |  |                   |                   |                   |  |  |                    |                    |                    |
|  | P3                  | New York Islanders    | 4                   | P1                    | Philadelphia Flyers   | 3               |                              |                 |  |  |                   |                   |                   |  |  |                    |                    |                    |
|  |                     |                       |                     |                       |                       |                 |                              |                 |  |  |                   |                   |                   |  |  |                    |                    |                    |
|  |                     | S1                    | Edmonton Oilers     | 4                     |                       |                 |                              |                 |  |  |                   |                   |                   |  |  |                    |                    |                    |
|  | N1                  | S1                    | Edmonton Oilers     | 4                     | St. Louis Blues       | 2               |                              |                 |  |  |                   |                   |                   |  |  |                    |                    |                    |
|  | N1                  |                       |                     |                       | St. Louis Blues       | 2               |                              |                 |  |  |                   |                   |                   |  |  |                    |                    |                    |
|  | N4                  | Toronto Maple Leafs   | 4                   |                       |                       |                 |                              |                 |  |  |                   |                   |                   |  |  |                    |                    |                    |
|  | N4                  | Toronto Maple Leafs   | 4                   | N4                    | Toronto Maple Leafs   | 3               |                              |                 |  |  |                   |                   |                   |  |  |                    |                    |                    |
|  |                     |                       |                     | N4                    | Toronto Maple Leafs   | 3               |                              |                 |  |  |                   |                   |                   |  |  |                    |                    |                    |
|  |                     |                       | N2                  | Detroit Red Wings     | 4                     |                 |                              |                 |  |  |                   |                   |                   |  |  |                    |                    |                    |
|  | N2                  | Detroit Red Wings     | N2                  | Detroit Red Wings     | 4                     | 4               |                              |                 |  |  |                   |                   |                   |  |  |                    |                    |                    |
|  | N2                  | Detroit Red Wings     |                     |                       |                       | 4               |                              |                 |  |  |                   |                   |                   |  |  |                    |                    |                    |
|  | N3                  | Chicago Blackhawks    | 0                   |                       |                       |                 |                              |                 |  |  |                   |                   |                   |  |  |                    |                    |                    |
|  | N3                  | Chicago Blackhawks    | 0                   | N2                    | Detroit Red Wings     | 1               |                              |                 |  |  |                   |                   |                   |  |  |                    |                    |                    |
|  |                     |                       |                     | N2                    | Detroit Red Wings     | 1               | Clarence Campbell Conference |                 |  |  |                   |                   |                   |  |  |                    |                    |                    |
|  |                     | S1                    | Edmonton Oilers     | 4                     |                       |                 |                              |                 |  |  |                   |                   |                   |  |  |                    |                    |                    |
|  | S1                  | S1                    | Edmonton Oilers     | 4                     | Edmonton Oilers       | 4               |                              |                 |  |  |                   |                   |                   |  |  |                    |                    |                    |
|  | S1                  |                       |                     |                       |                       |                 |                              |                 |  |  |                   |                   |                   |  |  |                    |                    |                    |
|  | S4                  | Los Angeles Kings     | 1                   |                       |                       |                 |                              |                 |  |  |                   |                   |                   |  |  |                    |                    |                    |
|  | S4                  | Los Angeles Kings     | 1                   | S1                    | Edmonton Oilers       | 4               |                              |                 |  |  |                   |                   |                   |  |  |                    |                    |                    |
|  |                     |                       |                     | S1                    | Edmonton Oilers       | 4               |                              |                 |  |  |                   |                   |                   |  |  |                    |                    |                    |
|  |                     |                       | S3                  | Winnipeg Jets         | 0                     |                 |                              |                 |  |  |                   |                   |                   |  |  |                    |                    |                    |
|  | S2                  | Calgary Flames        | S3                  | Winnipeg Jets         | 0                     | 2               |                              |                 |  |  |                   |                   |                   |  |  |                    |                    |                    |
|  | S2                  | Calgary Flames        |                     |                       |                       |                 |                              |                 |  |  |                   |                   |                   |  |  |                    |                    |                    |
|  | S3                  | Winnipeg Jets         | 4                   |                       |                       |                 |                              |                 |  |  |                   |                   |                   |  |  |                    |                    |                    |

## Division-Halbfinale

### Prince of Wales Conference

#### (A1) Hartford Whalers – (A4) Nordiques de Québec
| 8. April 1987 | Hartford Whalers John Anderson (29:16) Dean Evason (48:48) Paul MacDermid (62:20) | 3:2 n. V. (0:1, 1:1, 1:0, 1:0) Spielbericht Stand: 1:0 | Nordiques de Québec Peter Šťastný (1:59) Robert Picard (26:32) | Hartford Civic Center, Hartford, Connecticut Zuschauer: 15.136 |

| 9. April 1987 | Hartford Whalers Sylvain Turgeon (9:41) Stewart Gavin (30:26) Scot Kleinendorst (31:55) Paul MacDermid (37:04) Dana Murzyn (46:58) | 5:4 (1:2, 3:0, 1:2) Spielbericht Stand: 2:0 | Nordiques de Québec Randy Moller (3:35) Jeff Brown (15:31) John Ogrodnick (48:22) Lane Lambert (56:22) | Hartford Civic Center, Hartford, Connecticut Zuschauer: 15.126 |

| 11. April 1987 | Nordiques de Québec Peter Šťastný (1:20) Peter Šťastný (7:56) Michel Goulet (15:02) Michel Goulet (23:34) Peter Šťastný (26:33) | 5:1 (3:0, 2:0, 0:1) Spielbericht Stand: 1:2 | Hartford Whalers Ron Francis (43:03) | Colisée de Québec, Québec City, Québec Zuschauer: 14.527 |

| 12. April 1987 | Nordiques de Québec Jeff Brown (4:53) Michel Goulet (16:19) Michel Goulet (24:19) Michel Goulet (49:44) | 4:1 (2:1, 1:0, 1:0) Spielbericht Stand: 2:2 | Hartford Whalers Dana Murzyn (10:25) | Colisée de Québec, Québec City, Québec Zuschauer: 14.309 |

| 14. April 1987 | Hartford Whalers Ron Francis (9:46) Mike McEwen (13:38) Ray Ferraro (18:48) Dean Evason (47:32) Stewart Gavin (51:19) | 5:7 (3:2, 0:1, 2:4) Spielbericht Stand: 2:3 | Nordiques de Québec Robert Picard (7:17) Jeff Brown (15:10) John Ogrodnick (27:59) John Ogrodnick (43:35) Michel Goulet (44:08) John Ogrodnick (58:53) Mike Eagles (59:19) | Hartford Civic Center, Hartford, Connecticut Zuschauer: 15.126 |

| 16. April 1987 | Nordiques de Québec Lane Lambert (3:22) Peter Šťastný (33:47) John Ogrodnick (34:17) Jason Lafrenière (47:05) Peter Šťastný (66:08) | 5:4 n. V. (1:3, 2:1, 1:0, 1:0) Spielbericht Stand: 4:2 | Hartford Whalers Dean Evason (1:06) Dave Babych (6:43) Kevin Dineen (13:32) Kevin Dineen (26:24) | Colisée de Québec, Québec City, Québec Zuschauer: 15.383 |

#### (A2) Canadiens de Montréal – (A3) Boston Bruins
| 8. April 1987 | Canadiens de Montréal Larry Robinson (4:37) Guy Carbonneau (4:56) Stéphane Richer (5:48) Mats Näslund (19:12) Kjell Dahlin (38:27) Chris Nilan (39:16) | 6:2 (4:1, 2:1, 0:0) Spielbericht Stand: 1:0 | Boston Bruins Tom McCarthy (8:19) Ken Linseman (22:25) | Forum de Montréal, Montréal, Québec Zuschauer: 16.923 |

| 9. April 1987 | Canadiens de Montréal Kjell Dahlin (9:02) Claude Lemieux (30:23) Bobby Smith (50:30) Mats Näslund (62:38) | 4:3 n. V. (1:0, 1:1, 1:2, 1:0) Spielbericht Stand: 2:0 | Boston Bruins Cam Neely (33:26) Cam Neely (47:44) Cam Neely (51:46) | Forum de Montréal, Montréal, Québec Zuschauer: 16.829 |

| 11. April 1987 | Boston Bruins Rick Middleton (2:24) Ray Bourque (27:17) Rick Middleton (37:59) Cam Neely (43:28) | 4:5 (1:3, 2:2, 1:0) Spielbericht Stand: 0:3 | Canadiens de Montréal Mike McPhee (12:36) Bobby Smith (14:36) Chris Chelios (15:24) Mike McPhee (27:34) Mike McPhee (29:50) | Boston Garden, Boston, Massachusetts Zuschauer: 13.440 |

| 12. April 1987 | Boston Bruins Randy Burridge (7:26) Cam Neely (24:17) | 2:4 (1:1, 1:2, 0:1) Spielbericht Stand: 0:4 | Canadiens de Montréal Chris Chelios (18:21) Bobby Smith (32:36) Mike McPhee (33:06) Shayne Corson (42:53) | Boston Garden, Boston, Massachusetts Zuschauer: 12.263 |

#### (P1) Philadelphia Flyers – (P4) New York Rangers
| 8. April 1987 | Philadelphia Flyers | 0:3 (0:0, 0:2, 0:1) Spielbericht Stand: 0:1 | New York Rangers Pierre Larouche (22:57) Ron Duguay (23:24) Pierre Larouche (57:13) | The Spectrum, Philadelphia, Pennsylvania Zuschauer: 17.222 |

| 9. April 1987 | Philadelphia Flyers Brad Marsh (17:24) Scott Mellanby (30:01) Rick Tocchet (39:56) Tim Kerr (45:19) Dave Poulin (46:22) Rick Tocchet (53:40) Derrick Smith (57:30) Peter Zezel (57:50) | 8:3 (1:0, 2:2, 5:1) Spielbericht Stand: 1:1 | New York Rangers Marcel Dionne (25:43) Don Maloney (38:51) Don Maloney (56:26) | The Spectrum, Philadelphia, Pennsylvania Zuschauer: 17.222 |

| 11. April 1987 | New York Rangers | 0:3 (0:0, 0:3, 0:0) Spielbericht Stand: 1:2 | Philadelphia Flyers Peter Zezel (25:28) Mark Howe (25:41) Rick Tocchet (31:34) | Madison Square Garden, New York City, New York Zuschauer: 17.465 |

| 12. April 1987 | New York Rangers Tomas Sandström (1:03) Jeff Jackson (4:08) George McPhee (10:31) Ron Duguay (38:31) James Patrick (39:31) Jan Erixon (59:36) | 6:3 (3:0, 2:1, 1:2) Spielbericht Stand: 2:2 | Philadelphia Flyers Brian Propp (25:54) Dave Poulin (43:51) Murray Craven (47:20) | Madison Square Garden, New York City, New York Zuschauer: 17.457 |

| 14. April 1987 | Philadelphia Flyers Rick Tocchet (22:02) Tim Kerr (34:13) Rick Tocchet (59:34) | 3:1 (0:0, 2:1, 1:0) Spielbericht Stand: 3:2 | New York Rangers Pierre Larouche (29:46) | The Spectrum, Philadelphia, Pennsylvania Zuschauer: 17.222 |

| 16. April 1987 | New York Rangers | 0:5 (0:2, 0:2, 0:1) Spielbericht Stand: 2:4 | Philadelphia Flyers Derrick Smith (9:18) Doug Crossman (17:00) Brad Marsh (28:35) Tim Kerr (33:14) Lindsay Carson (45:21) | Madison Square Garden, New York City, New York Zuschauer: 17.428 |

#### (P2) Washington Capitals – (P3) New York Islanders
| 8. April 1987 | Washington Capitals Mike Gartner (0:15) Gaétan Duchesne (8:10) Kelly Miller (12:00) Mike Ridley (48:30) | 4:3 (3:0, 0:1, 1:2) Spielbericht Stand: 1:0 | New York Islanders Pat Flatley (33:12) Mike Bossy (50:47) Bryan Trottier (58:57) | Capital Centre, Landover, Maryland Zuschauer: 16.532 |

| 9. April 1987 | Washington Capitals Mike Ridley (53:46) | 1:3 (0:1, 0:0, 1:2) Spielbericht Stand: 1:1 | New York Islanders Steve Konroyd (2:41) Bryan Trottier (57:20) Bryan Trottier (59:43) | Capital Centre, Landover, Maryland Zuschauer: 16.690 |

| 11. April 1987 | New York Islanders | 0:2 (0:1, 0:0, 0:1) Spielbericht Stand: 1:2 | Washington Capitals Larry Murphy (14:08) Gaétan Duchesne (59:32) | Nassau Veterans Memorial Coliseum, Uniondale, New York Zuschauer: 14.782 |

| 12. April 1987 | New York Islanders Brad Lauer (10:25) | 1:4 (1:3, 0:1, 0:0) Spielbericht Stand: 1:3 | Washington Capitals Larry Murphy (11:08) Dave Christian (18:26) Mike Gartner (19:47) Mike Gartner (35:57) | Nassau Veterans Memorial Coliseum, Uniondale, New York Zuschauer: 14.506 |

| 14. April 1987 | Washington Capitals Greg Adams (25:25) Kevin Hatcher (30:58) | 2:4 (0:2, 2:1, 0:1) Spielbericht Stand: 3:2 | New York Islanders Brad Lauer (5:06) Pat LaFontaine (5:26) Greg Gilbert (34:13) Pat Flatley (57:49) | Capital Centre, Landover, Maryland Zuschauer: 17.223 |

| 16. April 1987 | New York Islanders Bryan Trottier (15:34) Duane Sutter (18:51) Pat LaFontaine (31:31) Mikko Mäkelä (34:27) Pat LaFontaine (36:27) | 5:4 (2:0, 3:3, 0:1) Spielbericht Stand: 3:3 | Washington Capitals Michal Pivoňka (24:26) Gaétan Duchesne (26:58) Ed Kastelic (29:31) Kelly Miller (46:19) | Nassau Veterans Memorial Coliseum, Uniondale, New York Zuschauer: 14.734 |

| 18. April 1987 | Washington Capitals Mike Gartner (19:12) Grant Martin (38:45) | 2:3 n. V. (1:0, 1:1, 0:1, 0:0, 0:0, 0:0, 0:1) Spielbericht Stand: 3:4 | New York Islanders Pat Flatley (31:35) Bryan Trottier (54:37) Pat LaFontaine (128:47) | Capital Centre, Landover, Maryland Zuschauer: 18.130 |

### Clarence Campbell Conference

#### (N1) St. Louis Blues – (N4) Toronto Maple Leafs
| 8. April 1987 | St. Louis Blues Rob Ramage (14:28) Doug Gilmour (20:41) Gino Cavallini (22:43) | 3:1 (1:0, 2:1, 0:0) Spielbericht Stand: 1:0 | Toronto Maple Leafs Rick Vaive (35:15) | St. Louis Arena, St. Louis, Missouri Zuschauer: 12.821 |

| 9. April 1987 | St. Louis Blues Rob Ramage (13:00) Greg Paslawski (34:57) | 2:3 n. V. (1:1, 1:1, 0:1) Spielbericht Stand: 1:1 | Toronto Maple Leafs Todd Gill (3:17) Wendel Clark (34:16) Rick Lanz (50:17) | St. Louis Arena, St. Louis, Missouri Zuschauer: 12.948 |

| 11. April 1987 | Toronto Maple Leafs Dan Daoust (0:31) Russ Courtnall (9:21) Wendel Clark (27:20) | 3:5 (2:2, 1:0, 0:3) Spielbericht Stand: 1:2 | St. Louis Blues Bernie Federko (12:51) Gino Cavallini (19:41) Doug Gilmour (45:04) Gino Cavallini (54:09) Bernie Federko (59:59) | Maple Leaf Gardens, Toronto, Ontario Zuschauer: 16.382 |

| 12. April 1987 | Toronto Maple Leafs Rick Vaive (8:47) Dan Daoust (41:43) | 2:1 (1:1, 0:0, 1:0) Spielbericht Stand: 2:2 | St. Louis Blues Bruce Bell (13:04) | Maple Leaf Gardens, Toronto, Ontario Zuschauer: 16.382 |

| 14. April 1987 | St. Louis Blues Bernie Federko (2:31) | 1:2 (1:0, 0:0, 0:2) Spielbericht Stand: 2:3 | Toronto Maple Leafs Mark Osborne (40:13) Mike Allison (51:24) | St. Louis Arena, St. Louis, Missouri Zuschauer: 14.731 |

| 16. April 1987 | Toronto Maple Leafs Brad Smith (2:55) Bill Root (44:07) Russ Courtnall (46:12) Peter Ihnačák (57:51) | 4:0 (1:0, 0:0, 3:0) Spielbericht Stand: 4:2 | St. Louis Blues | Maple Leaf Gardens, Toronto, Ontario Zuschauer: 16.382 |

#### (N2) Detroit Red Wings – (N3) Chicago Blackhawks
| 8. April 1987 | Detroit Red Wings Petr Klíma (3:09) Darren Veitch (14:54) Shawn Burr (52:18) | 3:1 (2:0, 0:0, 1:1) Spielbericht Stand: 1:0 | Chicago Blackhawks Bob Murray (50:09) | Joe Louis Arena, Detroit, Michigan Zuschauer: 19.124 |

| 9. April 1987 | Detroit Red Wings Gerard Gallant (0:37) Joe Kocur (8:35) Steve Yzerman (25:07) Shawn Burr (34:09) Adam Oates (46:46) | 5:1 (2:0, 2:1, 1:0) Spielbericht Stand: 2:0 | Chicago Blackhawks Marc Bergevin (33:33) | Joe Louis Arena, Detroit, Michigan Zuschauer: 19.524 |

| 11. April 1987 | Chicago Blackhawks Denis Savard (22:23) Curt Fraser (40:21) Eddie Olczyk (53:23) | 3:4 n. V. (0:3, 1:0, 2:0, 0:1) Spielbericht Stand: 0:3 | Detroit Red Wings Steve Yzerman (5:28) Mel Bridgman (6:28) Mel Bridgman (19:17) Shawn Burr (64:51) | Chicago Stadium, Chicago, Illinois Zuschauer: 15.706 |

| 12. April 1987 | Chicago Blackhawks Wayne Presley (29:26) | 1:3 (0:1, 1:2, 0:0) Spielbericht Stand: 0:4 | Detroit Red Wings Brent Ashton (13:37) Mel Bridgman (20:35) Dave Barr (30:07) | Chicago Stadium, Chicago, Illinois Zuschauer: 14.370 |

#### (S1) Edmonton Oilers – (S4) Los Angeles Kings
| 8. April 1987 | Edmonton Oilers Randy Gregg (1:04) Glenn Anderson (18:26) | 2:5 (2:2, 0:0, 0:3) Spielbericht Stand: 0:1 | Los Angeles Kings Dave Taylor (15:28) Jay Wells (15:56) Tiger Williams (45:04) Bobby Carpenter (53:36) Bob Bourne (59:40) | Northlands Coliseum, Edmonton, Alberta Zuschauer: 16.621 |

| 9. April 1987 | Edmonton Oilers Jari Kurri (2:51) Glenn Anderson (5:17) Jari Kurri (6:26) Randy Gregg (10:49) Esa Tikkanen (14:09) Mark Messier (17:03) Mark Messier (23:50) Kent Nilsson (26:15) Kent Nilsson (34:05) Wayne Gretzky (41:56) Jari Kurri (47:30) Moe Lemay (47:50) Jari Kurri (57:41) | 13:3 (6:1, 3:2, 4:0) Spielbericht Stand: 1:1 | Los Angeles Kings Bernie Nicholls (10:29) Bernie Nicholls (24:29) Jim Fox (38:28) | Northlands Coliseum, Edmonton, Alberta Zuschauer: 17.046 |

| 11. April 1987 | Los Angeles Kings Bryan Erickson (3:13) Tiger Williams (13:15) Tiger Williams (42:55) Jim Fox (52:19) Luc Robitaille (59:53) | 5:6 (2:2, 0:2, 3:2) Spielbericht Stand: 1:2 | Edmonton Oilers Esa Tikkanen (5:12) Mike Krushelnyski (7:28) Mark Messier (28:50) Jari Kurri (33:28) Mark Messier (45:30) Jari Kurri (49:10) | The Forum, Inglewood, Kalifornien Zuschauer: 11.888 |

| 12. April 1987 | Los Angeles Kings Bob Bourne (26:38) Jimmy Carson (39:21) Steve Duchesne (48:15) | 3:6 (0:0, 2:2, 1:4) Spielbericht Stand: 1:3 | Edmonton Oilers Kent Nilsson (31:22) Jari Kurri (39:00) Steve Smith (44:43) Esa Tikkanen (47:49) Esa Tikkanen (56:08) Wayne Gretzky (59:34) | The Forum, Inglewood, Kalifornien Zuschauer: 11.545 |

| 14. April 1987 | Edmonton Oilers Esa Tikkanen (1:22) Mark Messier (26:45) Glenn Anderson (30:53) Esa Tikkanen (47:53) Glenn Anderson (50:47) | 5:4 (1:1, 2:2, 2:1) Spielbericht Stand: 4:1 | Los Angeles Kings Jim Fox (4:06) Dave Taylor (32:08) Steve Duchesne (36:08) Mark Hardy (55:47) | Northlands Coliseum, Edmonton, Alberta Zuschauer: 16.936 |

#### (S2) Calgary Flames – (S3) Winnipeg Jets
| 8. April 1987 | Calgary Flames Mike Bullard (13:02) Al MacInnis (19:26) | 2:4 (2:1, 0:2, 0:1) Spielbericht Stand: 0:1 | Winnipeg Jets Thomas Steen (5:03) Dale Hawerchuk (27:51) Mario Marois (28:52) Dale Hawerchuk (42:20) | Olympic Saddledome, Calgary, Alberta Zuschauer: 16.798 |

| 9. April 1987 | Calgary Flames Mike Bullard (22:35) Mike Bullard (37:59) | 2:3 (0:0, 2:3, 0:0) Spielbericht Stand: 0:2 | Winnipeg Jets Paul MacLean (27:08) Paul MacLean (35:24) Thomas Steen (39:59) | Olympic Saddledome, Calgary, Alberta Zuschauer: 16.798 |

| 11. April 1987 | Winnipeg Jets Randy Carlyle (4:46) Paul MacLean (13:19) | 2:3 n. V. (2:2, 0:0, 0:0, 0:1) Spielbericht Stand: 2:1 | Calgary Flames Steve Bozek (14:27) Joe Mullen (19:29) Mike Bullard (63:53) | Winnipeg Arena, Winnipeg, Manitoba Zuschauer: 14.958 |

| 12. April 1987 | Winnipeg Jets Brian Mullen (30:15) Doug Smail (35:34) Dale Hawerchuk (41:09) Gilles Hamel (54:33) | 4:3 (0:1, 2:1, 2:1) Spielbericht Stand: 3:1 | Calgary Flames Håkan Loob (17:35) Brett Hull (25:03) Joe Nieuwendyk (57:16) | Winnipeg Arena, Winnipeg, Manitoba Zuschauer: 14.176 |

| 14. April 1987 | Calgary Flames Carey Wilson (2:00) Brett Hull (15:13) Joe Nieuwendyk (25:22) Joe Mullen (44:38) | 4:3 (2:1, 1:2, 1:0) Spielbericht Stand: 2:3 | Winnipeg Jets Fredrik Olausson (5:54) Paul MacLean (26:47) Dale Hawerchuk (30:48) | Olympic Saddledome, Calgary, Alberta Zuschauer: 16.798 |

| 16. April 1987 | Winnipeg Jets Ron Wilson (2:37) Gilles Hamel (13:17) Dale Hawerchuk (14:12) Doug Smail (19:04) Brian Mullen (39:02) Doug Smail (56:18) | 6:1 (4:0, 1:1, 1:0) Spielbericht Stand: 4:2 | Calgary Flames Jim Peplinski (32:57) | Winnipeg Arena, Winnipeg, Manitoba Zuschauer: 15.517 |

## Division-Finale

### Prince of Wales Conference

#### (A2) Canadiens de Montréal – (A4) Nordiques de Québec
| 20. April 1987 | Canadiens de Montréal Bobby Smith (4:27) Stéphane Richer (16:17) Claude Lemieux (32:40) Craig Ludwig (33:18) John Kordic (56:07) | 5:7 (2:1, 2:3, 1:3) Spielbericht Stand: 0:1 | Nordiques de Québec Michel Goulet (9:38) Anton Šťastný (21:31) Basil McRae (31:45) Anton Šťastný (37:16) Dale Hunter (42:04) John Ogrodnick (45:22) Paul Gillis (47:21) | Forum de Montréal, Montréal, Québec Zuschauer: 18.003 |

| 22. April 1987 | Canadiens de Montréal Ryan Walter (45:21) | 1:2 (0:0, 0:0, 1:2) Spielbericht Stand: 0:2 | Nordiques de Québec Michel Goulet (42:47) Basil McRae (43:04) | Forum de Montréal, Montréal, Québec Zuschauer: 17.481 |

| 24. April 1987 | Nordiques de Québec Risto Siltanen (20:37) Normand Rochefort (35:49) | 2:7 (0:2, 2:2, 0:3) Spielbericht Stand: 2:1 | Canadiens de Montréal Sergio Momesso (0:14) Bob Gainey (6:18) Mats Näslund (33:10) Mike Lalor (37:00) Ryan Walter (49:52) Mike Lalor (56:51) Shayne Corson (59:43) | Colisée de Québec, Québec City, Québec Zuschauer: 15.369 |

| 26. April 1987 | Nordiques de Québec John Ogrodnick (19:20) Anton Šťastný (25:30) | 2:3 n. V. (1:2, 1:0, 0:0, 0:1) Spielbericht Stand: 2:2 | Canadiens de Montréal Mats Näslund (0:18) Mike McPhee (2:47) Mats Näslund (65:30) | Colisée de Québec, Québec City, Québec Zuschauer: 15.395 |

| 28. April 1987 | Canadiens de Montréal Shayne Corson (9:22) Ryan Walter (29:33) Ryan Walter (57:21) | 3:2 (1:0, 1:1, 1:1) Spielbericht Stand: 3:2 | Nordiques de Québec Alain Côté (21:52) Paul Gillis (40:38) | Forum de Montréal, Montréal, Québec Zuschauer: 18.072 |

| 30. April 1987 | Nordiques de Québec Michel Goulet (45:22) John Ogrodnick (53:37) Normand Rochefort (55:23) | 3:2 (0:1, 0:1, 3:0) Spielbericht Stand: 3:3 | Canadiens de Montréal Shayne Corson (9:40) Chris Nilan (23:34) | Colisée de Québec, Québec City, Québec Zuschauer: 15.393 |

| 2. Mai 1987 | Canadiens de Montréal Ryan Walter (22:03) Ryan Walter (25:38) Bobby Smith (36:17) Shayne Corson (39:29) Mike McPhee (39:46) | 5:3 (0:1, 5:0, 0:2) Spielbericht Stand: 4:3 | Nordiques de Québec John Ogrodnick (8:22) Basil McRae (46:06) Alain Côté (59:08) | Forum de Montréal, Montréal, Québec Zuschauer: 18.072 |

#### (P1) Philadelphia Flyers – (P3) New York Islanders
| 20. April 1987 | Philadelphia Flyers Tim Kerr (2:55) Tim Kerr (7:15) Don Nachbaur (14:21) Tim Kerr (23:11) | 4:2 (3:0, 1:1, 0:1) Spielbericht Stand: 1:0 | New York Islanders Tomas Jonsson (27:03) Greg Gilbert (59:48) | The Spectrum, Philadelphia, Pennsylvania Zuschauer: 17.222 |

| 22. April 1987 | Philadelphia Flyers Doug Crossman (45:53) | 1:2 (0:0, 0:0, 1:2) Spielbericht Stand: 1:1 | New York Islanders Denis Potvin (47:57) Mikko Mäkelä (59:57) | The Spectrum, Philadelphia, Pennsylvania Zuschauer: 17.222 |

| 24. April 1987 | New York Islanders Pat LaFontaine (36:24) | 1:4 (0:1, 1:2, 0:1) Spielbericht Stand: 1:2 | Philadelphia Flyers Al Hill (11:41) Brian Propp (30:21) Mark Howe (36:13) Per-Erik Eklund (59:40) | Nassau Veterans Memorial Coliseum, Uniondale, New York Zuschauer: 16.270 |

| 26. April 1987 | New York Islanders Alan Kerr (5:00) Ken Morrow (10:29) Bryan Trottier (22:50) Brent Sutter (47:39) | 4:6 (2:2, 1:3, 1:1) Spielbericht Stand: 1:3 | Philadelphia Flyers Brian Propp (8:00) Al Hill (18:35) Tim Kerr (26:06) Tim Tookey (27:14) Tim Kerr (32:46) Rick Tocchet (59:13) | Nassau Veterans Memorial Coliseum, Uniondale, New York Zuschauer: 16.270 |

| 28. April 1987 | Philadelphia Flyers Lindsay Carson (25:56) | 1:2 (0:0, 1:1, 0:1) Spielbericht Stand: 3:2 | New York Islanders Richard Kromm (34:18) Randy Wood (43:27) | The Spectrum, Philadelphia, Pennsylvania Zuschauer: 17.222 |

| 30. April 1987 | New York Islanders Mike Bossy (3:22) Bryan Trottier (16:12) Bryan Trottier (42:09) Bob Bassen (50:34) | 4:2 (2:0, 0:1, 2:1) Spielbericht Stand: 3:3 | Philadelphia Flyers Brad McCrimmon (20:53) Brian Propp (42:48) | Nassau Veterans Memorial Coliseum, Uniondale, New York Zuschauer: 16.270 |

| 2. Mai 1987 | Philadelphia Flyers Dave Brown (6:21) Brian Propp (9:57) Brad Marsh (10:41) Ilkka Sinisalo (46:19) Ilkka Sinisalo (56:52) | 5:1 (3:0, 0:0, 2:1) Spielbericht Stand: 4:3 | New York Islanders Denis Potvin (59:02) | The Spectrum, Philadelphia, Pennsylvania Zuschauer: 17.222 |

### Clarence Campbell Conference

#### (N2) Detroit Red Wings – (N4) Toronto Maple Leafs
| 21. April 1987 | Detroit Red Wings Mel Bridgman (17:44) Mike O’Connell (18:15) | 2:4 (2:1, 0:3, 0:0) Spielbericht Stand: 0:1 | Toronto Maple Leafs Dan Daoust (12:29) Rick Vaive (21:25) Wendel Clark (25:02) Todd Gill (27:55) | Joe Louis Arena, Detroit, Michigan Zuschauer: 19.725 |

| 23. April 1987 | Detroit Red Wings Darren Veitch (20:17) Brent Ashton (57:40) | 2:7 (0:3, 1:1, 1:3) Spielbericht Stand: 0:2 | Toronto Maple Leafs Steve Thomas (5:30) Rick Vaive (11:02) Dan Daoust (11:28) Russ Courtnall (28:59) Peter Ihnačák (42:02) Steve Thomas (49:20) Al Iafrate (54:10) | Joe Louis Arena, Detroit, Michigan Zuschauer: 19.725 |

| 25. April 1987 | Toronto Maple Leafs Mike Allison (6:58) Dan Daoust (13:06) | 2:4 (2:2, 0:1, 0:1) Spielbericht Stand: 2:1 | Detroit Red Wings Gerard Gallant (7:49) Shawn Burr (12:28) Shawn Burr (20:49) Gerard Gallant (47:58) | Maple Leaf Gardens, Toronto, Ontario Zuschauer: 16.382 |

| 27. April 1987 | Toronto Maple Leafs Wendel Clark (36:27) Wendel Clark (53:47) Mike Allison (69:31) | 3:2 n. V. (0:0, 1:1, 1:1, 1:0) Spielbericht Stand: 3:1 | Detroit Red Wings Mel Bridgman (22:32) Gerard Gallant (40:53) | Maple Leaf Gardens, Toronto, Ontario Zuschauer: 16.382 |

| 29. April 1987 | Detroit Red Wings Lee Norwood (6:03) Adam Oates (23:25) Brent Ashton (48:06) | 3:0 (1:0, 1:0, 1:0) Spielbericht Stand: 2:3 | Toronto Maple Leafs | Joe Louis Arena, Detroit, Michigan Zuschauer: 19.729 |

| 1. Mai 1987 | Toronto Maple Leafs Wendel Clark (12:59) Vincent Damphousse (28:55) | 2:4 (1:1, 1:1, 0:2) Spielbericht Stand: 3:3 | Detroit Red Wings Gerard Gallant (8:35) Adam Oates (30:50) Bob Probert (50:29) Shawn Burr (59:49) | Maple Leaf Gardens, Toronto, Ontario Zuschauer: 16.382 |

| 3. Mai 1987 | Detroit Red Wings Adam Oates (2:51) Steve Yzerman (23:57) Darren Veitch (25:08) | 3:0 (1:0, 2:0, 0:0) Spielbericht Stand: 4:3 | Toronto Maple Leafs | Joe Louis Arena, Detroit, Michigan Zuschauer: 19.729 |

#### (S1) Edmonton Oilers – (S3) Winnipeg Jets
| 21. April 1987 | Edmonton Oilers Glenn Anderson (17:13) Dave Hunter (31:27) Glenn Anderson (60:36) | 3:2 n. V. (1:1, 1:1, 0:0, 1:0) Spielbericht Stand: 1:0 | Winnipeg Jets Laurie Boschman (1:20) Brian Mullen (22:32) | Northlands Coliseum, Edmonton, Alberta Zuschauer: 17.356 |

| 23. April 1987 | Edmonton Oilers Charlie Huddy (16:18) Dave Hunter (18:30) Reijo Ruotsalainen (26:09) Moe Lemay (35:23) Glenn Anderson (48:09) | 5:3 (2:1, 2:1, 1:1) Spielbericht Stand: 2:0 | Winnipeg Jets Thomas Steen (6:35) Ray Neufeld (39:04) Laurie Boschman (56:16) | Northlands Coliseum, Edmonton, Alberta Zuschauer: 17.468 |

| 25. April 1987 | Winnipeg Jets Doug Smail (23:53) Paul MacLean (53:03) | 2:5 (0:1, 1:1, 1:3) Spielbericht Stand: 0:3 | Edmonton Oilers Esa Tikkanen (2:55) Jari Kurri (37:18) Jari Kurri (46:22) Mark Messier (47:57) Glenn Anderson (59:23) | Winnipeg Arena, Winnipeg, Manitoba Zuschauer: 15.556 |

| 27. April 1987 | Winnipeg Jets Fredrik Olausson (28:20) Brian Mullen (39:48) | 2:4 (0:3, 2:1, 0:0) Spielbericht Stand: 0:4 | Edmonton Oilers Marty McSorley (5:27) Wayne Gretzky (12:58) Reijo Ruotsalainen (13:46) Glenn Anderson (32:58) | Winnipeg Arena, Winnipeg, Manitoba Zuschauer: 14.460 |

## Conference-Finale

### Prince of Wales Conference

#### (P1) Philadelphia Flyers – (A2) Canadiens de Montréal
| 4. Mai 1987 | Philadelphia Flyers Brian Propp (17:51) Ilkka Sinisalo (45:49) Derrick Smith (56:04) Ilkka Sinisalo (69:11) | 4:3 n. V. (1:1, 0:1, 2:1, 1:0) Spielbericht Stand: 1:0 | Canadiens de Montréal Shayne Corson (19:26) Ryan Walter (38:25) Bobby Smith (47:15) | The Spectrum, Philadelphia, Pennsylvania Zuschauer: 17.222 |

| 6. Mai 1987 | Philadelphia Flyers Derrick Smith (45:29) Doug Crossman (50:46) | 2:5 (0:1, 0:3, 2:1) Spielbericht Stand: 1:1 | Canadiens de Montréal Bobby Smith (11:38) Brian Skrudland (21:43) John Kordic (31:23) Claude Lemieux (35:38) Guy Carbonneau (54:06) | The Spectrum, Philadelphia, Pennsylvania Zuschauer: 17.222 |

| 8. Mai 1987 | Canadiens de Montréal Chris Nilan (4:23) Chris Chelios (5:13) Mats Näslund (52:35) | 3:4 (2:0, 0:2, 1:2) Spielbericht Stand: 1:2 | Philadelphia Flyers Per-Erik Eklund (24:29) Per-Erik Eklund (33:21) Rick Tocchet (48:29) Brian Propp (56:51) | Forum de Montréal, Montréal, Québec Zuschauer: 17.949 |

| 10. Mai 1987 | Canadiens de Montréal Mats Näslund (25:45) Stéphane Richer (33:39) Chris Chelios (57:13) | 3:6 (0:1, 2:2, 1:3) Spielbericht Stand: 1:3 | Philadelphia Flyers Ron Sutter (12:14) Brian Propp (21:18) Per-Erik Eklund (35:40) Scott Mellanby (40:14) Per-Erik Eklund (41:28) Per-Erik Eklund (53:01) | Forum de Montréal, Montréal, Québec Zuschauer: 17.658 |

| 12. Mai 1987 | Philadelphia Flyers Derrick Smith (12:37) Scott Mellanby (34:36) | 2:5 (1:2, 1:2, 0:1) Spielbericht Stand: 3:2 | Canadiens de Montréal Bobby Smith (2:28) Larry Robinson (14:48) Craig Ludwig (33:29) Guy Carbonneau (33:48) Claude Lemieux (59:26) | The Spectrum, Philadelphia, Pennsylvania Zuschauer: 17.222 |

| 14. Mai 1987 | Canadiens de Montréal Mike McPhee (0:59) Larry Robinson (19:56) Bobby Smith (27:00) | 3:4 (2:1, 1:2, 0:1) Spielbericht Stand: 2:4 | Philadelphia Flyers Dave Poulin (14:34) Ilkka Sinisalo (27:49) Scott Mellanby (29:40) Rick Tocchet (57:11) | Forum de Montréal, Montréal, Québec Zuschauer: 17.616 |

### Clarence Campbell Conference

#### (S1) Edmonton Oilers – (N2) Detroit Red Wings
| 5. Mai 1987 | Edmonton Oilers Kent Nilsson (10:36) | 1:3 (1:2, 0:0, 0:1) Spielbericht Stand: 0:1 | Detroit Red Wings Steve Yzerman (10:12) Joe Kocur (12:32) Gerard Gallant (53:57) | Northlands Coliseum, Edmonton, Alberta Zuschauer: 16.874 |

| 7. Mai 1987 | Edmonton Oilers Mark Messier (0:52) Jari Kurri (17:28) Mark Messier (58:38) Jaroslav Pouzar (59:31) | 4:1 (2:0, 0:1, 2:0) Spielbericht Stand: 1:1 | Detroit Red Wings Bob Probert (35:27) | Northlands Coliseum, Edmonton, Alberta Zuschauer: 17.227 |

| 9. Mai 1987 | Detroit Red Wings Bob Probert (37:24) | 1:2 (0:1, 1:0, 0:1) Spielbericht Stand: 1:2 | Edmonton Oilers Craig MacTavish (5:41) Marty McSorley (59:24) | Joe Louis Arena, Detroit, Michigan Zuschauer: 19.725 |

| 11. Mai 1987 | Detroit Red Wings Shawn Burr (20:22) Gerard Gallant (32:32) | 2:3 (0:1, 2:2, 0:0) Spielbericht Stand: 1:3 | Edmonton Oilers Dave Hunter (17:30) Glenn Anderson (35:34) Mike Krushelnyski (38:46) | Joe Louis Arena, Detroit, Michigan Zuschauer: 19.775 |

| 13. Mai 1987 | Edmonton Oilers Paul Coffey (6:40) Kevin McClelland (24:38) Mark Messier (38:23) Mark Messier (44:48) Kent Nilsson (59:11) Kent Nilsson (59:41) | 6:3 (1:2, 2:1, 3:0) Spielbericht Stand: 4:1 | Detroit Red Wings Gerard Gallant (4:37) Brent Ashton (9:04) Steve Yzerman (22:14) | Northlands Coliseum, Edmonton, Alberta Zuschauer: 17.310 |

## Stanley-Cup-Finale

### (S1) Edmonton Oilers – (P1) Philadelphia Flyers
| 17. Mai 1987 | Edmonton Oilers Wayne Gretzky (15:06) Glenn Anderson (40:48) Paul Coffey (47:09) Jari Kurri (49:11) | 4:2 (1:0, 0:1, 3:1) Spielbericht Stand: 1:0 | Philadelphia Flyers Brian Propp (36:08) Rick Tocchet (50:18) | Northlands Coliseum, Edmonton, Alberta Zuschauer: 17.502 |

| 20. Mai 1987 | Edmonton Oilers Wayne Gretzky (20:45) Glenn Anderson (51:40) Jari Kurri (66:50) | 3:2 n. V. (0:0, 1:2, 1:0, 1:0) Spielbericht Stand: 2:0 | Philadelphia Flyers Derrick Smith (33:20) Brian Propp (36:23) | Northlands Coliseum, Edmonton, Alberta Zuschauer: 17.502 |

| 22. Mai 1987 | Philadelphia Flyers Murray Craven (29:04) Peter Zezel (35:20) Scott Mellanby (44:37) Brad McCrimmon (44:54) Brian Propp (59:26) | 5:3 (0:2, 2:1, 3:0) Spielbericht Stand: 1:2 | Edmonton Oilers Mark Messier (4:14) Paul Coffey (19:51) Glenn Anderson (21:49) | The Spectrum, Philadelphia, Pennsylvania Zuschauer: 17.222 |

| 24. Mai 1987 | Philadelphia Flyers Brad McCrimmon (28:17) | 1:4 (0:2, 1:1, 0:1) Spielbericht Stand: 1:3 | Edmonton Oilers Jari Kurri (5:53) Kevin Lowe (18:44) Randy Gregg (32:31) Mike Krushelnyski (44:17) | The Spectrum, Philadelphia, Pennsylvania Zuschauer: 17.222 |

| 26. Mai 1987 | Edmonton Oilers Jari Kurri (2:58) Marty McSorley (6:35) Marty McSorley (21:32) | 3:4 (2:1, 1:2, 0:1) Spielbericht Stand: 3:2 | Philadelphia Flyers Rick Tocchet (19:10) Doug Crossman (28:08) Per-Erik Eklund (32:40) Rick Tocchet (45:26) | Northlands Coliseum, Edmonton, Alberta Zuschauer: 17.502 |

| 28. Mai 1987 | Philadelphia Flyers Lindsay Carson (27:12) Brian Propp (53:04) Jean-Jacques Daigneault (54:28) | 3:2 (0:2, 1:0, 2:0) Spielbericht Stand: 3:3 | Edmonton Oilers Kevin Lowe (5:02) Kevin McClelland (15:16) | The Spectrum, Philadelphia, Pennsylvania Zuschauer: 17.222 |

| 31. Mai 1987 | Edmonton Oilers Mark Messier (7:45) Jari Kurri (34:59) Glenn Anderson (57:36) | 3:1 (1:1, 1:0, 1:0) Spielbericht Stand: 4:3 | Philadelphia Flyers Murray Craven (1:41) | Northlands Coliseum, Edmonton, Alberta Zuschauer: 17.502 |

### Stanley-Cup-Sieger
| Stanley-Cup-Sieger Edmonton Oilers | Torhüter: Grant Fuhr, Andy Moog Verteidiger: Jeff Beukeboom, Paul Coffey, Randy Gregg, Charlie Huddy, Kevin Lowe, Marty McSorley, Craig Muni, Reijo Ruotsalainen, Steve Smith Angreifer: Glenn Anderson, Kelly Buchberger, Wayne Gretzky (C), Dave Hunter, Mike Krushelnyski, Jari Kurri, Moe Lemay, Craig MacTavish, Kevin McClelland, Mark Messier, Kent Nilsson, Jaroslav Pouzar, Esa Tikkanen Cheftrainer: Glen Sather General Manager: Glen Sather |

## Beste Scorer
Abkürzungen: GP = Spiele, G = Tore, A = Assists, Pts = Punkte, +/− = Plus/Minus, PIM = Strafminuten; Fett: Bestwert
| Spieler         | Team         | GP | G  | A  | Pts | +/− | PIM |
| --------------- | ------------ | -- | -- | -- | --- | --- | --- |
| Wayne Gretzky   | Edmonton     | 21 | 5  | 29 | 34  | +10 | 6   |
| Mark Messier    | Edmonton     | 21 | 12 | 16 | 28  | +13 | 16  |
| Brian Propp     | Philadelphia | 26 | 12 | 16 | 28  | +11 | 10  |
| Glenn Anderson  | Edmonton     | 21 | 14 | 13 | 27  | +13 | 59  |
| Per-Erik Eklund | Philadelphia | 26 | 7  | 20 | 27  | +11 | 2   |
| Jari Kurri      | Edmonton     | 21 | 15 | 10 | 25  | +11 | 20  |
| Mats Näslund    | Montréal     | 17 | 7  | 15 | 22  | −1  | 11  |
| Rick Tocchet    | Philadelphia | 26 | 10 | 11 | 21  | +7  | 72  |
| Larry Robinson  | Montréal     | 17 | 3  | 17 | 20  | +4  | 6   |
| Ryan Walter     | Montréal     | 17 | 8  | 12 | 19  | +4  | 10  |
| Kent Nilsson    | Edmonton     | 21 | 6  | 13 | 19  | +11 | 6   |

Die beste Plus/Minus-Statistik erreichte Mark Howe von den Philadelphia Flyers mit einem Wert von +15.

## Beste Torhüter
Die kombinierte Tabelle zeigt die jeweils drei besten Torhüter in den Kategorien Gegentorschnitt und Fangquote sowie die jeweils Führenden in den Kategorien Shutouts und Siege.
Abkürzungen: GP = Spiele, Min = Eiszeit (in Minuten), W = Siege, L = Niederlagen, GA = Gegentore, SO = Shutouts, Sv% = gehaltene Schüsse (in %), GAA = Gegentorschnitt; Fett: Bestwert; Sortiert nach Gegentorschnitt.
Erfasst werden nur Torhüter mit 180 absolvierten Spielminuten.
| Spieler     | Team         | GP | Min  | W  | L  | GA | SO | Sv%  | GAA  |
| ----------- | ------------ | -- | ---- | -- | -- | -- | -- | ---- | ---- |
| Glen Hanlon | Detroit      | 8  | 464  | 5  | 2  | 13 | 2  | 94,3 | 1,68 |
| Bob Mason   | Washington   | 4  | 308  | 2  | 2  | 9  | 1  | 93,7 | 1,76 |
| Ken Wregget | Toronto      | 13 | 759  | 7  | 6  | 29 | 1  | 92,1 | 2,29 |
| Ron Hextall | Philadelphia | 26 | 1543 | 15 | 11 | 71 | 2  | 90,8 | 2,76 |